# Streblorrhiza speciosa
A Streblorrhiza speciosa a hüvelyesek (Fabales) rendjébe, ezen belül a pillangósvirágúak (Fabaceae) családjába tartozó kihalt faj.
Nemzetségének az egyetlen faja.

## Előfordulása
A Streblorrhiza speciosa a Norfolk-sziget egyik endemikus növénye volt. A botanikusok megpróbálták a szigeten és világszerte a botanikus kertekben, illetve a magángyűjteményekben felkeresni, de eredménytelenül; emiatt 1998-ban kihaltnak nyilvánították. A vadonból talán már 1860-ban ki volt halva.

## Megjelenése
Ez a hüvelyes évelő kúszónövény volt, amely 100–150 centiméter hosszúra nőtt meg. A virágai rózsaszínűek voltak.